# Божидар Јакац
Божидар Јакац (Ново Место, 16. јул 1899 - Љубљана, 20. новембар 1989) је био словеначки и југословенски експресионистички, реалистички и симболистички сликар, графичар, наставник ликовне културе, фотограф и филмски стваралац.
Био је један од кључних организатора у оснивању Академије за ликовну уметност и обликовање Универзитета у Љубљани и Међународног бијенала графике у Љубљани. Многи од његових радова изложени су у музејима у Београду.

## Биографија
Јакац је рођен 1899. године у Новом Месту, тада део Аустро-Угарске. Сликарством је почео да се бави између 1910. и 1911. године, када је похађао гимназију у Новом Месту, а озбиљније када је почео да похађа средњу техничку школу у Идрији, коју је завршио 1917. године. Како му је недостајало новца за наставак студија, учланио се у војску и учествовао у борби за монархију. Године 1918, након завршетка Првог светског рата, Иван Вавпотич, његов бивши професор, упознао га је са истакнутим словеначким импресионистом Рихардом Јакопичем, који је излагао Јакчеве слике и постао његов први прави учитељ.
Од новембра 1919. Јакац је студирао сликарство и графику на Академији ликовних уметности у Прагу  код професора Јакуба Обровског и Франца Тилеа. Тамо је дошао у додир с богатом уметничком традицијом и свестраним модерним уметничким покретима који су му изузетно проширили хоризонте. У том периоду посетио је Париз и Бремен. Завршио је постдипломске студије графике код професора Аугуста Бремзеа.
Године 1920. Јакац се враћа у Ново Место и постаје члан Новомешке помлади, авангардног покрета у књижевности и ликовној уметности, чији су чланови били и песници Миран Јарц и Антон Подбевшек, сликар Иван Чарго и композитор Мариј Когој. Године 1924. преселио се у Љубљану. Најприје је зарађивао као илустратор дрвореза у либералном листу Јутро и професор цртања у Другој државној гимназији у Љубљани. Три године касније одустаје од рада и постаје самостални уметник. Наставио је да путује и поред Париза посетио Тунис, Америке и Норвешку, те се оженио Татјаном Гудруновом, која је дубоко утицала на његов рад. Године 1932. објавио је своје мемоаре и писма из Америке у књизи Одмеви рдече земље, у сарадњи са својим пријатељем Јарцом.
Септембра 1943. Јакац се придружио партизанском отпору у Љубљанској покрајини, где је промовисао културу и просвету и бележио догађаје у бројним графикама. Октобра 1943. године учествовао је као посланик на Кочевском збору, општем уставном конгресу који је организовала Ослободилачки фронт словеначког народа ради утврђивања правне основе за будући политички суверенитет Словенаца. Те године био је и међу словенским посланицима на Другој конференцији АВНОЈ-а у Јајцу. У то вријеме значајно је допринио оснивању љубљанске Академије за ликовну уметност и обликовање Универзитета у Љубљани, која је реализована 1945. године, а затим је био њен декан у три мандата (1945–1947, 1947–1949, а касније 1959–1961) и предавао графику до пензионисања 1961. године.
Године 1949. Јакац је постао редовни члан Словеначке академије наука и уметности. Поред тога, 1963. године постаје дописни члан Југословенске академије наука и уметности у Загребу и дописни члан Српске академије наука и уметности у Београду. Био је председник Савеза ликовних уметника Југославије, републички и савезни посланик, а 1955. иницијатор међународног бијенала графике у Љубљани.
Јакац је 1989. године умро у Љубљани, а сахрањен је у Новом Месту.

## Уметнички рад
Јакац је своју каријеру почео као свестрани уметник. Интересовала га је уметност литерарне и музичке природе, јер још није био сигуран коју би грану уметности преферисао. У тинејџерским годинама стварао је аквареле сцена из природе и пејзажа Новог Места, као и цртеже насликане пастелном техником.
Након одласка у Праг брзо је напредовао у свом уметничком развоју и у своје радове увео многе елементе кубизма, експресионизма и апстрактне уметности. Иако је волео да слика пејзаже Чешке, више је волео поетски крајолик своје родне регије Долењске. На својим путовањима у иностранство 1930-их, Јакац је фотографисао и сликао оно што је видео, дајући свом делу документарну вредност.
Након рата Јакац је наставио да слика пејзаже Доње Крањске. Нека од најбољих Јакчевих дјела потичу из његовог касног периода, када ствара симболичне и алегоријске дрворезе. Велики број његових дела не садржи боје, већ искључиво нијансе сиве. Омиљена сликарска техника била му је пастел кредом.
Јакац је такође био портретиста који је приказивао низ истакнутих Словенаца и Југословена, пријатеља, а често и самог себе. Године 1940. насликао је портрет словеначког песника Францета Прешерна, који је постао једна од амблематских фигура народне поезије. Између 1949. и 1974. његови портрети и други цртежи приказани су у серији југословенских поштанских марака. Јакац је био и један од пионира словеначке кинематографије. Снимио је неколико црно-белих документарних филмова Новог Места, чиме је постао први словеначки мајстор камере.
Данас су многи Јакчеви радови стално изложени у Галерији Божидар Јакац у Костањевици на Крки и Јакчевој кући у Новом Месту. Његове филмове чува Архив Републике Словеније.

## Признања
Јакац је за свој рад примио бројне домаће и стране награде. Најпрестижнија од њих била је Награда АВНОЈ-а, коју је примио 1967. године. Такође је четири пута награђиван Прешерновом наградом: за збирку цртежа По следових 4. ин 5. офензиве 1947, за Портрет Отона Жупанчича 1948. године, за илустративни циклус  дивизија на Штајерскем 1949. године, те за богату изложбену делатност претходних година и живописно ликовно присуство у словеначком и југословенском културном простору 1989. године.
Јакац је именован за почасног академика Академије Фиренце у 1965. и за редовног члана Европске академије умјетности, науке и хуманистичких наука у Паризу 1982. године. Он је 1959. године био прва особа којој је додељено звање почасног слободњака Новог Места. Од јуна 2012. испред Универзитета у Љубљани стоји бронзана биста Божидара Јакца, рад академског скулптора Драге Тршара.

## Галерија
- Уметнине
- Рањеници (бакрорез), 1943.
- На Похорје (бакрорез), 1944.
- Портрет Јосипа Броза Тита на поштанској марци, 1967.
- Портрет Јосипа Броза Тита на поштанској марци, 1974.

- Фотографије (15. дивизије на походу проти Бели крајини скози Средњо вас при Семичу, 1944.)